# Leopoldsdorf (Baixa Áustria)
Leopoldsdorf (Wien-Umgebung) é um município da Áustria localizado no distrito de Wien-Umgebung, no estado de Baixa Áustria.